# Festival di Lucerna
Il Festival di Lucerna è una serie di festival di musica classica con sede a Lucerna, in Svizzera. Fondato nel 1938, attualmente produce tre festival all'anno, (attirando circa 110.000 visitatori all'anno) che si svolgono dal 2004 principalmente al Centro culturale e congressuale di Lucerna (KKL Luzern) progettato da Jean Nouvel. Ogni festival presenta orchestre e solisti residenti insieme a esibizioni come ospiti di gruppi e artisti internazionali, tra i quali nel 2017 i Berliner Philharmoniker, l'Orchestra reale del Concertgebouw, la Wiener Philharmoniker, Emanuel Ax, Martha Argerich e Maxim Vengerov.

## Storia
Il festival iniziò con il cosiddetto "Concert de Gala" nei giardini della villa di Richard Wagner a Tribschen nel 1938, diretto da Arturo Toscanini, che aveva formato un'orchestra con membri di diverse orchestre e solisti di tutta Europa. Con l'avvento del regime nazista, alcuni importanti artisti e direttori d'orchestra, tra cui Toscanini, Fritz Busch e Bruno Walter, decisero di non esibirsi nei tradizionali festival musicali tedeschi e austriaci come il festival di Bayreuth e il festival di Salisburgo. Negli anni '40 l'Orchestra del festival svizzero (Schweizerische Festspielorchester) fu fondata da membri della elite delle orchestre svizzere, che divennero una parte centrale del festival conosciuto dal 1943 come Internationalen Musikfestwochen Luzern (IMF). Nel 2000 fu ribattezzato Lucerne Festival e attualmente fa parte dell'Associazione dei festival europei.

## Il Festival estivo
Il più grande festival è il Festival estivo (Lucerne Festival im Sommer), che si svolge in agosto e settembre con oltre 100 eventi. Dal 2003 è stata lanciata dall'Orchestra del Festival di Lucerna, l'"orchestra di amici" di Claudio Abbado composta da solisti di fama internazionale, musicisti da camera, insegnanti e membri della Mahler Chamber Orchestra, dal 2016 diretta da Riccardo Chailly. Sempre nel 2003 fu fondata la Lucerne Festival Academy, creata dal compositore e direttore d'orchestra francese Pierre Boulez per riunire giovani musicisti provenienti da tutto il mondo per eseguire musiche del XX e XXI secolo, guidati dal 2016 dal direttore artistico Wolfgang Rihm e dal direttore principale Matthias Pintscher. Gli artisti internazionali sono anche invitati ad essere artistes étoiles e compositori in residenza, formando un evento intorno a un tema annuale, dove i temi più recenti sono stati "Umorismo", "Identità" e "Psiche".

## Il Festival di Pasqua
Il Festival di Pasqua (Lucerne Festival zu Ostern) fu fondato nel 1988 e si svolge ogni primavera due settimane prima di Pasqua e dura fino alla Domenica delle palme, con un'attenzione particolare alla musica sacra. Le rappresentazioni si svolgono nelle chiese di Lucerna, oltre a una master class per giovani direttori d'orchestra al KKL con Bernard Haitink e i Lucerne Festival Strings e spettacoli annuali come ospite dell'Orchestra sinfonica della radio bavarese e Coro.
Il Festival di pianoforte (Lucerne Festival am Piano) si tiene ogni novembre dal 1998, quando virtuosi del pianoforte e star emergenti sono invitati a Lucerna per nove giorni per esibirsi in recital, concerti e musica da camera. Il programma "Piano Off-Stage!" forma una serie parallela di eventi jazz nei bar di Lucerna.
Accanto all'orchestra e all'accademia residente, altre tre istituzioni contribuiscono ulteriormente all'attività annuale del festival. Il Lucerne Festival Young è responsabile della programmazione di spettacoli di musica classica per giovani, tra i quali, dal 2014, "Young Performance", una produzione annuale di un concerto in scena creato ed eseguito in anteprima a Lucerna e poi portato in giro per la Svizzera e in tutta Europa. Il Lucerne Festival Ark Nova è una sala da concerti mobile gonfiabile, sviluppata da Arata Isozaki e Anish Kapoor nel 2011 per dare un contributo alle ricostruzioni culturali che si svolgono in Giappone dopo il terremoto, lo tsunami e il conseguente disastro nucleare di Fukushima. Il Lucerne Festival Alumni rappresenta i musicisti che sono passati attraverso l'accademia dal 2003, supportandoli mentre iniziano la loro carriera e organizzando ulteriori spettacoli di musica classica contemporanea in tutto il mondo.